# Журжевицька сільська рада
Журжевицька сільська рада — колишня адміністративно-територіальна одиниця та орган місцевого самоврядування у Олевському районі Коростенської і Волинської округ, Київської й Житомирської областей Української РСР та України з адміністративним центром у с. Журжевичі.

## Населені пункти
Сільській раді були підпорядковані населені пункти:
- с. Журжевичі
- с. Рудня

## Населення
Кількість населення ради, станом на 1923 рік, становила 738 осіб, кількість дворів — 174 (враховано села Журжевичі та Рудня).
Відповідно до результатів перепису населення СРСР, кількість населення ради, станом на 12 січня 1989 року, становила 536 осіб.
Станом на 5 грудня 2001 року, відповідно до перепису населення України, кількість мешканців сільської ради становила 467 осіб.

### Мова
Розподіл населення за рідною мовою за даними перепису 2001 року:
| Мова       | Відсоток |
| ---------- | -------- |
| українська | 99,79 %  |
| російська  | 0,21 %   |

## Склад ради
Рада складалася з 12 депутатів та голови.

## Керівний склад сільської ради
| ПІБ                         | Основні відомості                                                                       | Дата обрання | Дата звільнення |
| --------------------------- | --------------------------------------------------------------------------------------- | ------------ | --------------- |
| Мойсієнко Марія Данилівна   | Сільський голова, 1967 року народження, освіта                                          | 26.03.2006   | 31.10.2010      |
| Кондратовець Іван Федорович | Сільський голова, 1972 року народження, освіта середня спеціальна, член Партії регіонів | 31.10.2010   |                 |

Примітка: таблиця складена за даними джерела

## Історія
Створена 1923 року в складі сіл Журжевичі, Рудня-Собичинська (згодом — Рудня) та хуторів Забор'є, Примиканнє, Слюбліни, Ямни Юрівської волості Коростенського повіту Волинської губернії. 7 березня 1923 року увійшла до складу новоствореного Олевського району Коростенської округи. Станом на 1 жовтня 1941 року хутори Забор'є, Примиканне, Слюбліни, Ямни не перебувають на обліку населених пунктів.
Станом на 1 вересня 1946 року та 1 січня 1972 року сільська рада входила до складу Олевського району Житомирської області, на обліку в раді перебували села Журжевичі та Рудня.
Припинила існування 17 січня 2017 року через об'єднання до складу Олевської міської територіальної громади Олевського району Житомирської області.